# Bungarotoxine
Bungarotoxines zijn een groep van neurotoxines verkregen uit het gif van slangen uit het geslacht Bungarus, uit de familie van de koraalslangachtigen (Elapidae).
Hun neurotoxische werking wordt duidelijk doordat bijvoorbeeld α-bungarotoxine de binding van acetylcholine op zijn nicotinerge receptor tegengaat.  β- en γ-bungarotoxine oefenen hun functie presynaptisch uit (ze oefenen weerslag uit op het neuron dat de neurotransmitter, hier acetylcholine, loslaat) en veroorzaken een overdreven loslating van acetylcholine uit het presynaptische neuron (waardoor zij, door aanhoudende excitatie van spiercellen in een motorische eindplaat, tetanie kunnen veroorzaken) en, dientengevolge, depletie van de neurotransmitter.
Tot op heden zijn vier subklassen bungarotoxines geïdentificeerd:
- α-bungarotoxine
- β-bungarotoxine
- γ-bungarotoxine
- k-bungarotoxine